# Suzanne Bækhøj
Suzanne Ninne Liessi Bækhøj (født 23. marts 1996 i Aarhus, Danmark) er en kvindelig dansk håndboldspiller, som spiller for Odense Håndbold. Hun har tidligere optrådt for Skanderborg Håndbold, både på ungdoms og seniorniveau. Hun har op til flere U-landsholdskampe på CV'et.